# 조풍연
조풍연(趙豊衍, 1914년 7월 16일~1991년 7월 15일)은 대한민국의 아동문학가·수필가·소설가·언론인이다.
본관은 풍양(豊壤)이고 호(號)는 청사(晴史)·작은돌·소석(小石)이며 경성부 출생이다.
1934년 경성 연희전문학교 재학 시절 《삼사문학(三四文學)》동인으로 문학 활동을 시작하였고, 《시문학》을 1930년대에 창간하여 활동한 정지용 시인, 박용철 시인 등의 순수서정문학가들(김영랑, 이상, 정지용, 박용철 시인등이 순수서정문학가들이다.)과 활동하였다. 그 후 1938년 연희전문학교에서 공부한 이후 매일신보 기자로 언론에 입문하였다.

### 문단에 등단
- 1935년 《조선일보》에 동화 〈원숭이〉·〈백화점의 개〉를 발표하여 아동문학가로 문단에 등단.
- 1937년 《조선일보》에 콩트 〈거리의 여인〉으로 수필에 등단.
- 1938년 《매일신보》신춘문예에 소설 〈젊은 예술가의 군상(群像)〉으로 소설에 등단.

### 이외 공로
- 어린이 위인전 슈바이처(계몽사) 저술.

### 학력
- 1927년 경성 교동보통학교 졸업
- 1933년 경성제2고등보통학교 졸업
- 1938년 경성 연희전문학교 문과 학사

### 주요 경력
- 1938년~1946년: 매일신보 기자
- 1946년~1954년: 을유문화사 주간
- 1954년~1957년: 한국일보 문화부장 겸 편집국장
- 1957년~1960년: 한국일보 논설위원
- 1960년~1966년: 소년한국일보 주간
- 1966년~1973년: 한국일보 이사장
- 1973년~1974년: 한국일보 부사장
- 1984년~1991년: 색동회 중앙위원

## 참고 문헌
- 야후코리아. “야후코리아 인물정보-조풍연”. 2008년 5월 22일에 확인함.[깨진 링크(과거 내용 찾기)]